# Petri presidentixi
Petri presidentixi (dal finlandese "Petri come presidente") è il secondo album di studio del rapper finlandese Petri Nygård, pubblicato l'11 maggio 2011 dalla Open Records. L'album, che non godette della fama del suo predecessore Mun levy!, è stato per tre settimane nella classifica dei dischi più venduti in Finlandia raggiungendo la ventesima posizione come massimo successo.

## Tracce
1. Intro
2. Mediamafia
3. Nygårdin paluu (feat. [em:el])
4. Työtön
5. Klunk – skit
6. Mullon rapula!
7. Petrin possebiisi (feat. Stöö, Kontrasti, Rääväsuu Läskiäpärä e Memmy Posse)
8. Väärä vitun biisi – skit
9. Naama alas, perse ylös
10. Mä oon se
11. Outo naapuri
12. Mun kaupunki – skit
13. Petri hallitsee liigaa
14. Älä mua inhoo
15. Paulan – skit
16. Petri ja Paula
17. Mä runkkaan
18. Se on siinä – skit
19. Karhuherra Nygård
20. Elämäntapa – skit
21. Syödään, juodaan, naidaan (feat. Liepo)

## Classifica
| Classifica | Massima posizione |
| ---------- | ----------------- |
| Finlandia  | 20                |